# Tillie Voss
Walter Clarence „Tillie“ Voss (* 28. März 1897 in Detroit, Michigan, USA; † 14. Dezember 1975 in Stuart, Florida) war ein US-amerikanischer American-Football- und Basketball-Spieler. Er spielte in der National Football League (NFL) bei den Detroit Tigers, den Buffalo All-Americans, den Rock Island Independents, den Akron Pros, den Toledo Maroons, den Green Bay Packers, den Detroit Panthers, den New York Giants, den Chicago Bears, sowie den Dayton Triangles und den Buffalo Bisons. Als Basketballspieler war er in der American Basketball League (ABL) bei den Brooklyn Arcadians, den Detroit Cardinals, den Chicago Bruins, den Rochester Centrals und den Washington Palace Five, sowie den Fort Wayne Hoosiers aktiv.

## Spielerlaufbahn
Tillie Voss studierte von 1917 bis 1920 an der University of Detroit Mercy. An seinem College spielte er sowohl Football, als auch Basketball. Nach seinem Schulabschluss wurde er 1921 Footballprofi bei den Detroit Tigers. Inmitten der Saison wechselte er zu den Buffalo All-Americans. Das Team spielte in der 1920 gegründeten American Professional Football Association, die später in NFL umbenannt wurde. Die All-Americans hatten die Liga als Tabellenerster beendet, wurden jedoch von George Halas, dem Mitbesitzer der Chicago Staleys zu einem Entscheidungsspiel herausgefordert. Die Staleys gewannen das Spiel mit 10:7. Sie waren somit punktgleich und wurden von der Liga zum Meister erklärt. Tillie Voss spielte 1922 für die von Jimmy Conzelman trainierten Rock Island Independents und die Akron Pros. 1923 lief er für die Toledo Maroons auf. Im Jahr 1924 verpflichtete sich Voss bei den Green Bay Packers auf und konnte in der Mannschaft von Curly Lambeau fünf Touchdowns erzielen – das war Mannschaftsbestleistung. 1925 spielte er erneut unter Conzelman, diesmal für die Detroit Panthers. Die Mannschaft belegte in diesem Jahr den dritten Tabellenplatz. Im Jahr 1926 lief er für die von Doc Alexander betreuten New York Giants auf. Die Chicago Bears waren sein Arbeitgeber in den Jahren 1927 und 1928. In seinem letzten Spieljahr war er für die Dayton Triangles und die Buffalo Bisons aktiv. Beide Mannschaften existierten nur im Jahr 1929. Ein Meisterschaftsgewinn war Voss vergönnt. Während seiner Laufbahn hatte er für 11 Profimannschaften gespielt. Damit ist er noch heute der Spieler in der NFL mit den meisten Vereinswechseln.
In seiner spielfreien Zeit war Walter Voss als professioneller Basketballspieler aktiv. Da die meisten Mannschaften in der American Basketball League nur eine kurze Zeit in Erscheinung traten, war er auch als Basketballspieler zum ständigen Vereinswechsel gezwungen.
Tillie Voss ist auf dem Mount Olivet Cemetery in Detroit beerdigt.

## Ehrungen
Tillie Voss wurde dreimal zum All-Pro gewählt. Er ist Mitglied in der University of Detroit Mercy Athletics Hall of Fame.